# Целуйки (Люблинское воеводство)
Целуйки (пол. Cełujki) — деревня в Бяльском повете Люблинского воеводства Польши. Входит в состав гмины Бяла-Подляская. По данным переписи 2011 года, в деревне проживало 275 человек.

## География
Деревня расположена на востоке Польши, к северу от реки Кшны, на расстоянии приблизительно 18 километров к северо-западу от города Бяла-Подляска, административного центра повета. Абсолютная высота — 160 метров над уровнем моря. К югу от населённого пункта проходит национальная автодорога 2.

## История
Согласно «Справочной книжке Седлецкой губернии на 1875 год» деревня входила в состав гмины Своры Константиновского уезда Седлецкой губернии. В период с 1975 по 1998 годы входила в состав Бяльскоподляского воеводства.

## Население
Демографическая структура по состоянию на 31 марта 2011 года:
|         | Всего | До трудоспособного возраста | Трудоспособного возраста | Старше трудоспособного возраста |
| ------- | ----- | --------------------------- | ------------------------ | ------------------------------- |
| Мужчины | 135   | 41                          | 72                       | 22                              |
| Женщины | 140   | 51                          | 57                       | 32                              |
| Всего   | 275   | 92                          | 129                      | 54                              |